# سایون برین
سایون برین (به انگلیسی: Sion Brinn) (زادهٔ ۸ مهٔ ۱۹۷۳) شناگر اهل جامائیکا است.